# ترانه‌هایی از تایلر هیلتون
ترانه‌هایی از تایلر هیلتون (به انگلیسی: The Tracks of Tyler Hilton) نام دومین آلبوم استودیویی تایلر جیمز هیلتون می‌باشد که در ۲۸ سپتامبر ۲۰۰۴ عرضه شد. او در مصاحبه‌ای با آمازون وقتی در مورد نوشتن ترانه‌های عاشقانه از او پرسیدند، در مورد این آلبوم گفت: «این‌طور نیست که من در چیزهایی به غیر از عشق علاقه‌مند نیستم، بلکه این عشق بود که مرا به سوی نوشتن ترانه‌ها ترغیب کرد.»

## فهرست ترانه‌ها
1. «زمانی که آن بیاید»[پ ۱]
2. «ترانهٔ نامه»[پ ۲]
3. «خوشحال»[پ ۳]
4. «خانه غلتان»[پ ۴]
5. «صورتی و سیاه»[پ ۵]
6. «زمان ما»[پ ۶]
7. «بوسیدن»[پ ۷]
8. «لیزخوردن»[پ ۸]
9. «تو، عشق من»[پ ۹]
10. «بی‌خوابی»[پ ۱۰]
11. «تصویر بی‌عیب»[پ ۱۱]

## برابرهای انگلیسی
1. ↑  When It Comes
2. ↑  The Letter Song
3. ↑  Glad
4. ↑  Rolling Home
5. ↑  Pink and Black
6. ↑  Our Time
7. ↑  Kiss On
8. ↑  Slide
9. ↑  You, My Love
10. ↑  Insomnia
11. ↑  Picture Perfect